# Mont de Lorette
Le Lorettoberg (ou mont de Lorette), également appelé Josephsbergle, est un mont au sud-ouest du district de Wiehre dans la ville de Fribourg-en-Brisgau.
Il culmine à 385 m d'altitude et divise le quartier Unterwiehre-Süd, en bordure du quartier Vauban à l'ouest et du quartier Günterstal et de la communauté de Merzhausen au sud.
À 500 mètres au nord du « sommet » se trouve un éperon rocheux (348 mètres) du même nom dans les environs de la chapelle de Lorette (Lorettokapelle) en référence à la sainte Maison de Lorette. Avec le café du château, également situé au sommet, le mont de Lorette est une destination populaire pour les excursions, les promenades et les loisirs locaux.
La faille du bord principal oriental du graben du fossé rhénan traverse le mont de Lorette. Le tunnel de Lorette, la Höllentalbahn, traverse la montagne. Lors du revêtement du tunnel, une « fenêtre géologique » a été laissée ouverte, dans laquelle la faille peut être vue et le dénivelé du rift du Rhin supérieur peut être mesuré.

## Bâtiments
Au sommet nord du mont se trouve, à environ 22,6 m de hauteur, la tour Hilda de 1886. Elle est construite dans le style d'un donjon médiéval et est destinée à commémorer le jour où Hilda de Nassau, la dernière grande-duchesse de Bade, a emménagé à Fribourg-en-Brisgau après son mariage avec le grand-duc héritier Friedrich II de Bade. Pendant la Seconde Guerre mondiale, elle a servi de base pour la surveillance aérienne et l'observation. Dans les mois d’été, la plateforme d'observation de 19,86 mètres peut être escaladée certains jours de la semaine.

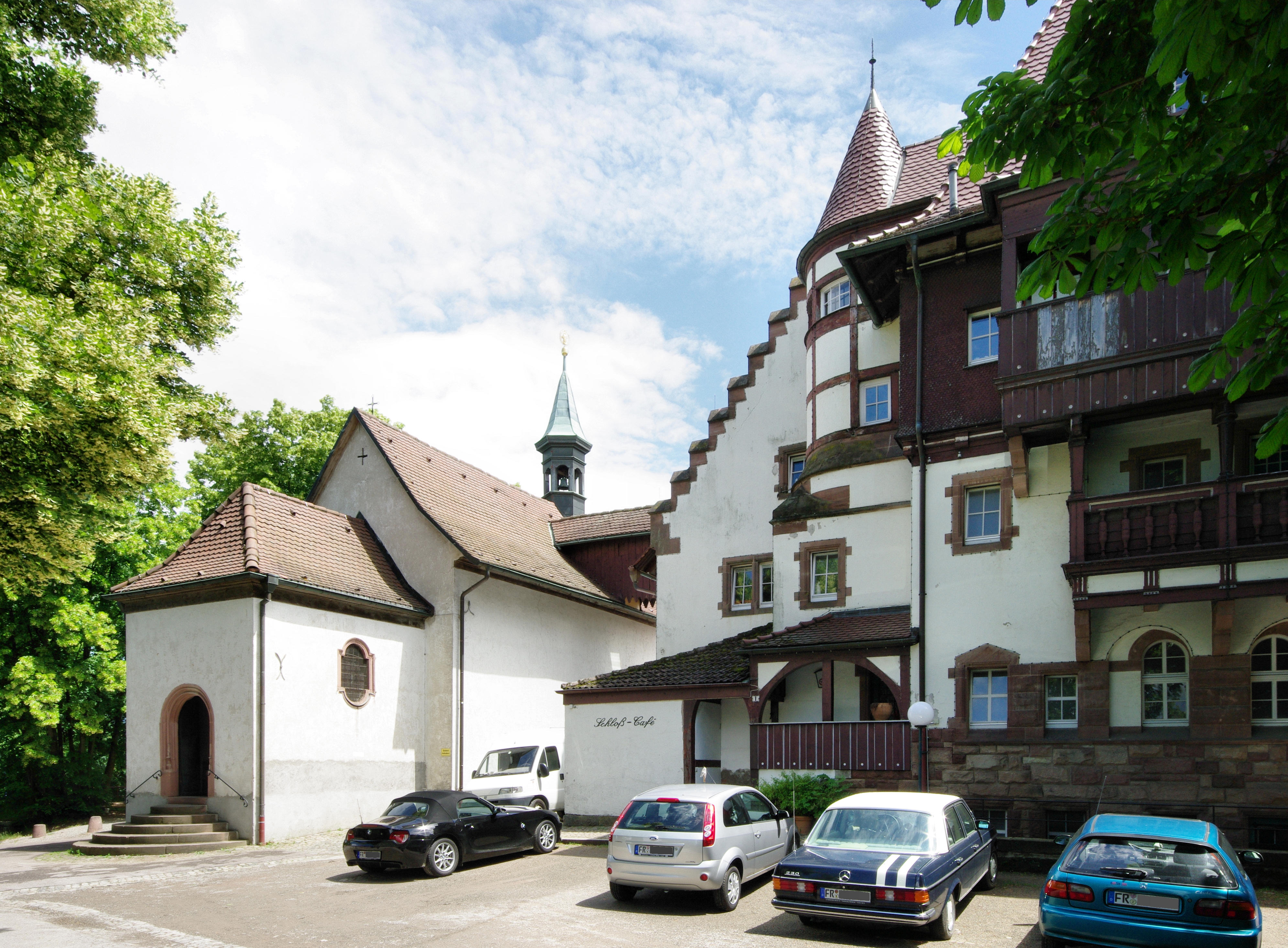
Chapelle de Lorette et le café du château

Un peu au nord de la tour Hilda se trouve la LorettoKapelle, la chapelle de Lorette, qui se compose de trois chapelles simples construites les unes à côté des autres et offertes par les citoyens de Fribourg-en-Brisgau, en 1657. 
Cela rappelle les batailles sanglantes du mont Lorette qui se sont déroulées en 1644 (batailles de Fribourg), décrites par le poète Reinhold Schneider, qui vivait sur le mont Lorette. 
À côté se trouve le « Schloss-Café » dans le bâtiment construit en 1902 sous le nom de « Gasthaus Lorettoberg » de style Art nouveau. Au même endroit, au XIXe siècle, se trouvait  la fameuse « maison frère » devenue trop petite pour le grand nombre de visiteurs. Elle a finalement cédé la place au bâtiment actuel.
De cet endroit, le roi de France Louis XV observa en 1744, pendant la guerre, le bombardement de Fribourg par ses troupes. Un boulet de canon qui a failli le frapper est enfermé dans la chapelle. Un peu au nord-ouest de celle-ci, sur le côté ouest, se trouve une ancienne carrière, que l'on peut encore voir, où des pierres étaient extraites pour la cathédrale de Fribourg au Moyen Âge.

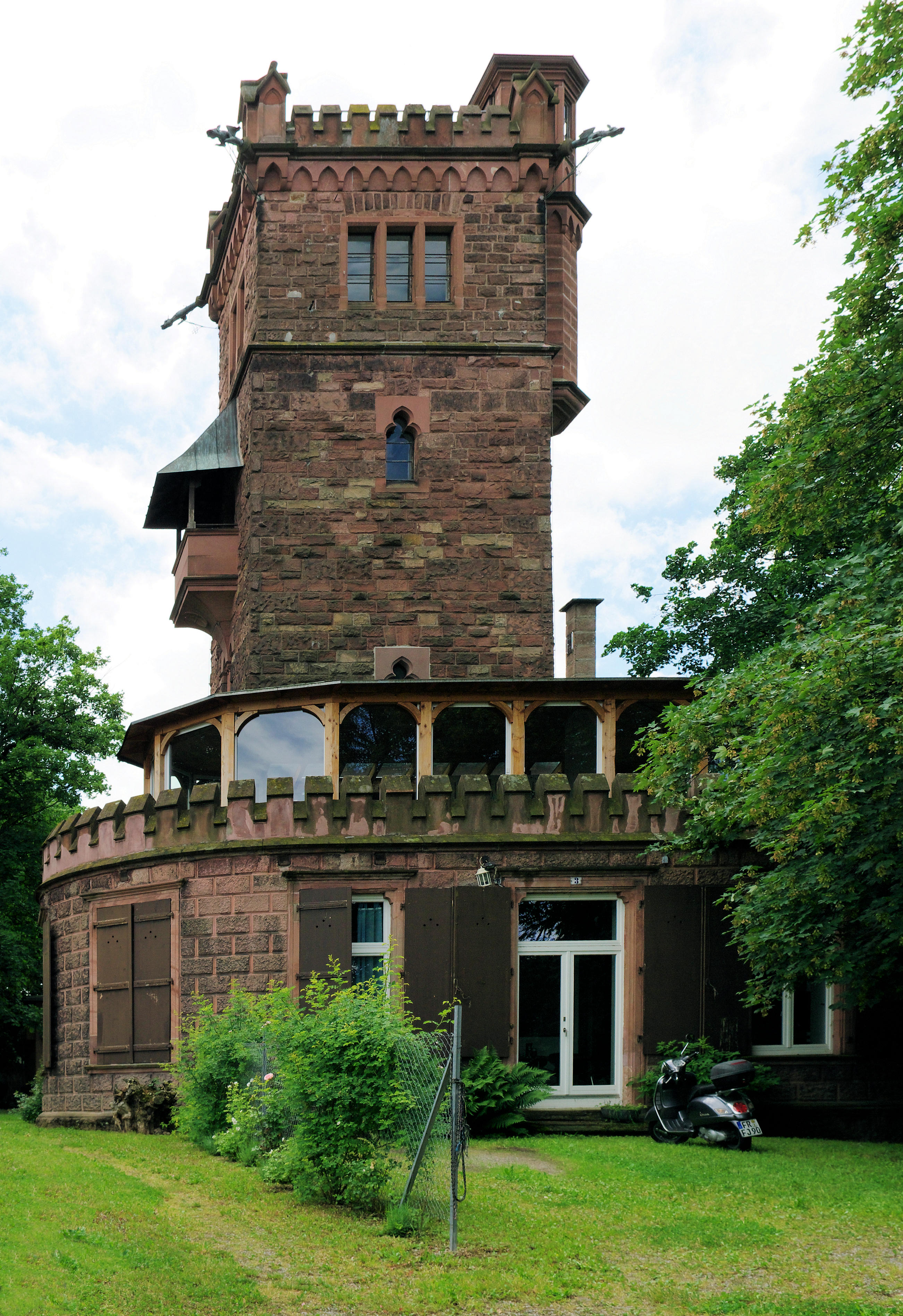
Tour Hilda

D'autres carrières et fosses d'argile sont connues sur le mont de Lorette, dont certaines étaient déjà en service au Moyen Âge. Une fosse résiduelle, par exemple, le Schlierbergweiher inférieur, était une fosse d'argile. Lors de son dynamitage en 1896, la couche aqueuse a été endommagée et la fosse a débordé ; son utilisation a ensuite été abandonnée.
Sur son flanc oriental, le mont de Lorette est parsemée de villas de style wilhelminien construites entre 1870 et 1914. Sur le côté ouest, qui s'appelle en partie Schlierberg, les bâtiments datent pour la plupart de la seconde moitié du XXe siècle.
Dès 2013 et 2018, la ville a souhaité initier un plan de développement, mais sans cela, les projets de construction ont été approuvés et des protestations ont été soulevées contre leur taille surdimensionnée.  Le mont est aussi planté de vignobles qui appartiennent à l'Institut national de la viticulture de Fribourg, et récemment dans son quartier sur la Merzhauser Strasse courant à son pied dans une maison passive en bois inhabituelle à plusieurs étages se trouve le bureau principal de l'Association agricole de Baden (BLHV).
Certaines des villas du mont de Lorette sont des maisons d'associations étudiantes. Sur le côté est se trouve le Loretto-Krankenhaus l'hôpital catholique de Lorette et au pied de la colline se trouve le Lorettobad, une piscine extérieure avec une « piscine pour femmes » qui n'est accessible qu'aux femmes et aux enfants, probablement l'une des dernières piscines en plein air d'Allemagne accessibles uniquement aux femmes. 
De là (au coin de Loretto- / Mercystraße) un sentier, dit Bergleweg, mène à la chapelle. Le Jakobsweg et le sentier de randonnée Zähringer y passent. Avant l'ascension se trouve à droite le chalet Widmer, une maison préfabriquée dans le style suisse de 1887, qui a été présentée à l'exposition industrielle du Rhin supérieur la même année  et qui est maintenant classée bâtiment.  Plus au sud se trouvent l'Institut de recherche et de test forestier du Bade-Wurtemberg et le « Waldhaus », un centre d'éducation et d'information sur les thèmes des forêts et de la durabilité géré par une fondation à but non lucratif.
Au pied sud-ouest se trouve l'héliotrope de l'architecte Rolf Disch, qui a également planifié l'installation solaire à proximité dans le quartier Vauban.

Vue panoramique du mont de Lorette.

## Littérature
- Franz Laubenberger, Le Freiburg Lorettoberg, in Alemannisches Jahrbuch, vol. 1973/75, p. 572-589.